# Председник Молдавије
Председник Молдавије (рум. Președintele Republicii Moldova) је шеф државе Молдавије. Актуелни председник од 24. децембра 2020. године је Маја Санду.
Функција председника Молдавије је углавном церемонијална, при чему већину формалне политичке моћи врше парламент и премијер. Међутим, пошто председник представља Молдавију на међународном плану, он или она има утицај на односе Молдавије са другим земљама. Поред тога, председник може утицати на јавну политику користећи свој високи профил за покретање и учешће у јавном дискурсу.
Председник се бира на непосредним изборима у два круга, а други круг се одржава између прва два кандидата ако ниједан кандидат не добије већину у првом кругу. Овај систем је успостављен када је Устав Молдавије усвојен 1994. године.
Године 2000. усвојен је закон којим се процес мења на непосредне изборе у Парламенту Молдавије, са потребном већином од 61 гласа. Уставни суд је 4. марта 2016. године одлучио да је закон неуставан и Молдавија се последично вратила избору председника путем народног гласања.
Један председнички мандат траје четири године; председници су ограничени на два мандата.

## Списак председника
| #   | Председник | Председник       | Од                  | До                  | Странка                                 |
| --- | ---------- | ---------------- | ------------------- | ------------------- | --------------------------------------- |
| 1   |            | Мирча Снегур     | 3. септембар 1990.  | 15. јануар 1997.    | Без странке                             |
| 2   |            | Петру Лучински   | 15. јануар 1997.    | 7. април 2001.      | Демократска аграрна странка Молдавије   |
| 3   |            | Владимир Вороњин | 7. април 2001.      | 11. септембар 2009. | Партија комуниста Републике Молдавије   |
| в.д |            | Михај Гимпу      | 11. септембар 2009. | 28. децембар 2010.  | Либерална странка                       |
| в.д |            | Влад Филат       | 28. децембар 2010.  | 30. децембар 2010.  | Либерална странка                       |
| в.д |            | Маријан Лупу     | 30. децембар 2010.  | 23. март 2012.      | Демократска странка Молдавије           |
| 4   |            | Николаје Тимофти | 23. март 2012.      | 23. децембар 2016.  | Без странке                             |
| 5   |            | Игор Додон       | 23. децембар 2016.  | 24. децембар 2020.  | Партија социјалиста Републике Молдавије |
| 6   |            | Маја Санду       | 24. децембар 2020.  | на дужности         | Странка акције и солидарности           |